# Tomsrtbt

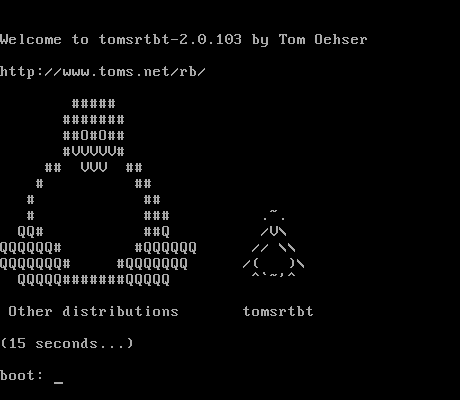
Distribución Tomsrtbt - Linux

Tomsrtbt es una distribución Linux muy pequeña. Es una abreviación de "Disquete de Tom que tiene un sistema de ficheros raíz y que es arrancable (bootfloppy)". El autor lo califica como  "El máximo de GNU/Linux en un disquete", ya que contiene muchos de los comandos Linux más comunes, lo que es útil para recuperación de sistemas. También contiene controladores para muchos tipos de hardware y conectividad en red.
Puede ser creado dentro de Microsoft Windows o Linux, mediante el formateo de un disquete de  1.44MB floppy disk como uno de alta densidad 1.72MB, y escribiendo su imagen al disco. Es capaz de leer y escribir sistemas de archivos de muchos sistemas operativos, incluyendo ext2 (usado en Linux), FAT (utilizado en MS-DOS y algunas versiones de Windows), NTFS (utilizado en Windows NT y superiores, como 2000, y XP), y Minix (utilizado por el sistema operativo Minix).